# Schistura poculi
Schistura poculi es una especie de peces de la familia Balitoridae en el orden de los Cypriniformes.

## Morfología
Los machos pueden llegar alcanzar los 5,9 cm de longitud total.

## Distribución geográfica
Se encuentran en las cuencas de los ríos Chao Phraya (Tailandia), Mekong (Laos y Tailandia), Mae Nam Ping ( Tailandia) y Salween (Tailandia y Birmania ).

## Hábitat
Es un pez de agua dulce.